# Wendell (Idaho)
Wendell é uma cidade localizada no estado americano de Idaho, no Condado de Gooding.

## Demografia
Segundo o censo americano de 2000, a sua população era de 2338 habitantes.
Em 2006, foi estimada uma população de 2438, um aumento de 100 (4.3%).

## Geografia
De acordo com o United States Census Bureau tem uma área de
2,9 km², dos quais 2,9 km² cobertos por terra e 0,0 km² cobertos por água.

## Localidades na vizinhança
O diagrama seguinte representa as localidades num raio de 28 km ao redor de Wendell.